# Вране (городское поселение)
Вране (серб. Град Врање) — городское поселение в Сербии, входит в Пчиньский округ.
Население городского поселения составляет 87 095 человек (2007 год), плотность населения составляет 101 чел./км². Занимаемая площадь — 860 км², из них 51,8 % используется в промышленных целях.
Административный центр городского поселения — город Вране. Городское поселение Вране состоит из городских общин Вране и Враньска-Баня, в состав которых входят 105 населённых пунктов, средняя площадь населённого пункта — 8,2 км².

## Статистика населения
| Год  | Население, чел. |
| ---- | --------------- |
| 1991 | 85398           |
| 2001 | 87365           |
| 2002 | 87251           |
| 2003 | 87190           |
| 2004 | 87234           |
| 2005 | 87215           |
| 2006 | 87174           |
| 2007 | 87095           |